# Humphry Davy
Humphry Davy Sir (Penzance, Cornwall, 1778. december 17. – Genf, 1829. május 29.) angol kémikus, fizikus, feltaláló, számos kémiai elem felfedezője, a róla elnevezett biztonsági bányászlámpa, a Davy-lámpa kifejlesztője. 1812-ben a régensherceg lovaggá ütötte.

## Életpálya
Alaptanulmányai után 1797-től a természettudományi ismeretek kezdték érdekelni. Davies Gilbert (Davies Giddy) tudós (1827-1830 között a Royal Society elnöke) felfigyelt szakmai képességeire, ezért maga mellé vette laboratóriumába. A fiatalember sajátos nézeteket alakított ki a hő, a fény és az elektromosság tudományos kérdésekről, természetéről, Antoine Lavoisier vegyész kémiai és fizikai tanításairól. Gilbert javaslatára a Cliftonban alapított Pneumatikai Intézet vegyészigazgatója lett. Az intézet a különféle gázok vizsgálatával foglalkozott, elősegítve a gyógyászatban történő alkalmazást. A Royal Institution of Cornwall (RIC) tiszteletbeli professzora. Michael Faraday, Anglia egyik nagy jövendő természettudósa 1813-ban laboratóriumi asszisztens lett.

## Kutatási területei
Kutató munkája során felfedezte/először elkülönítette a magnéziumot, a bórt, a báriumot, a hidrogén-telluridot, a foszfor-hidrogént és a higany-oxidot. A felfedezései közé tartozik klór, a jód, a nátrium, a kálium és a nátrium-hidroxid.